# Progne sinaloae
La golondrina sinaloense o golondrina grande bicolor (Progne sinaloae) es una especie de ave paseriforme de la familia Hirundinidae (golondrinas) que se distribuye desde el norte de México hasta Guatemala y accidentalmente en Belice.
Existen pocos datos sobre el estado de sus poblaciones. Su área de distribución incluye el oeste de la Sierra Madre Occidental, desde Sonora hasta Nayarit. Se conoce que es de hábitos migratorios y pasa el invierno en los estados del sur de México, así como en Guatemala (El Petén) y Belice, aunque no se conoce bien el límite de la distribución invernal. La Unión Internacional para la Conservación de la Naturaleza la clasifica como una especie vulnerable.
Mide de 17 a 19 cm. El macho es negro azuloso, similar a la golondrina grande negruzca (Progne subis), pero con el vientre y las plumas cobertoras inferiores de la cola blancos. La hembra es parda con el vientre blanco, parecida a la hembra de Progne chalybea
Habita en zonas boscosas de pino-encino o de coníferas, en regiones altas serranas superiores a los 1000 m snm. También se ha reportado en áreas urbanas. En el invierno, hasta donde se sabe, habita en zonas tropicales. 